# Albert Bruce Jackson
Albert Bruce Jackson (* 14. Februar 1876 in Newbury, Berkshire; † 14. Januar 1947 in Kew (London)) war ein englischer Botaniker. Sein offizielles botanisches Autorenkürzel lautet „A.B.Jacks.“.
Er war in London tätig.

## Werke
- mit William Dallimore: A Handbook of Coniferae. New York 1923, doi:10.5962/bhl.title.15657
- Identification of Conifers, 1946